# Tekapo
Lake Tekapo je ledovcové jezero na novozélandském Jižním ostrově v regionu Canterbury. Jde o druhé největší ze tří přibližně paralelních jezer tekoucích ze severu na jih podél severního okraje povodí Mackenzie (další jsou Lake Pukaki a Lake Ohau). Rozlohou pokrývá 87 km², která klesá přibližně až na 82 km² během zimního období, kdy je hladina snižována kvůli výrobě elektřiny hydroelektrárnou. Hladina jezera se nachází v nadmořské výšce 713 m n. m., kvůli kolísající hladině způsobené hydroelektrárnou je to však často níže. Jediným ostrovem je Motuariki Island. 
Jezero je napájeno zejména divočící řekou Godley River, která pramení na sever v Jižních Alpách. Na jižním konci jezera se nachází stejnojmenné město Lake Tekapo. Jezero je turistickou destinací, poblíže se nachází několik hotelů. 
Na sever od města a na jih od menšího jezera Lake Alexandrina se nachází astronomická observatoř Mount John University Observatory na hoře Mount John. 

## Kostel Dobrého pastýře

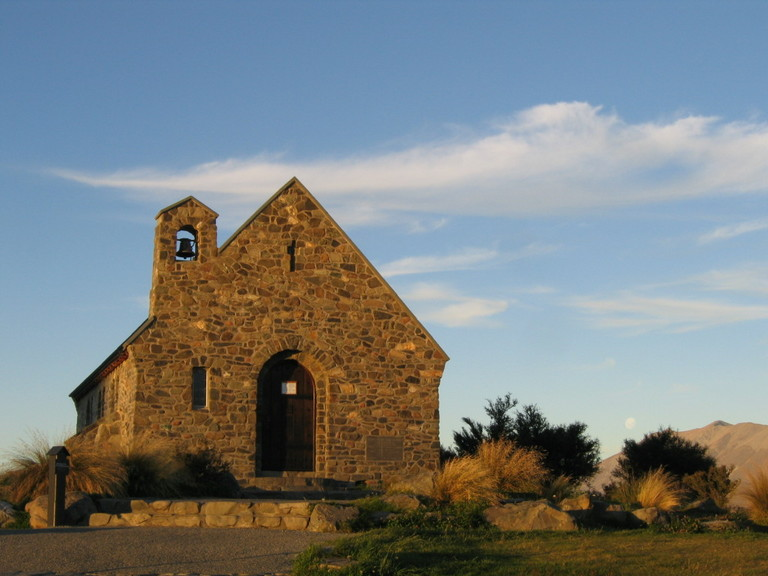
Kostel Dobrého pastýře

Na břehu jezera se nachází Kostel Dobrého pastýře (Church of the Good Shepherd), jenž byl postaven a vysvěcen v roce 1935. Kostel je společně spravován anglikány a presbyteriány. Stavitelé měli instrukce, aby místo stavby nebylo narušeno, křoví okolo nebylo vykáceno, kameny, které ležely na hranicích zdi kostela zde byly ponechány. Kameny, ze kterých je kostel vybudován pochází z maximální vzdálenosti 5 mil od stavby, kameny nebyly štěpeny a byly ponechány ve své původní podobě. Návrh kostela vychází z kreseb a modelů místní umělkyně Esther Hope, které byly pravděpodobně předány christchurchskému architektu jménem Richard S. D. Harman.